# Леонов, Валерий Викторович
Вале́рий Ви́кторович Лео́нов (17 сентября 1980, Москва, РСФСР, СССР) — российский футболист, атакующий полузащитник.

## Биография

### Начало
В 1985 году в возрасте пяти лет начал ходить в секцию футбола в районе метро «Филёвский парк», куда ходил его старший брат. В 1987 году перешёл в Футбольную школу молодёжи. Первый тренер в ФШМ — Михаил Львович Деревянов, он тренировал Леонова до 1995 года. Затем три года его тренером был экс-игрок «Торпедо» Геннадий Вячеславович Салов. Перед выпуском из ФШМ Леонов тренировался с торпедовским дублем, получил предложение от руководства клуба, однако то, что Леонов поступил в МГСУ, помешало заключению контракта — руководство клуба хотело, чтобы Леонов сосредоточился на футболе. После этого тренироваться с дублем он перестал, сосредоточился на учёбе, в футбол играл исключительно во дворе. В конце 1998 года, ему позвонил Владимир Сергеевич Белоусов, тренер молодёжной команды «Торпедо-ЗИЛ», и пригласил его к себе; когда Леонов сказал, что не бросит институт, Белоусов ответил, что это не является препятствием. Партнёрами Леонова по команде были в основном воспитанники ФШМ Торпедо. Два года (1999—2000) молодёжная автозаводская команда с Виталием Леоновым в составе отыграла в КФК.

### «Москва»
В 2000 году «Торпедо-ЗИЛ» под руководством Бориса Игнатьева вышел в высшую лигу, однако контракт с ним продлевать не стали, и свой первый сезон в высшей лиге команда начала под руководством Евгения Кучеревского. В период предсезонной подготовки в основную команду были переведены семь дублёров, включая Леонова. На сборах Леонов хорошо проявил себя и закрепился в основной команде. В сезоне 2001 года Леонов регулярно выходил на поле, провёл 16 игр в чемпионате, забил один гол, отдал три голевых передачи, команда же заняла 14-е место и спаслась от вылета. В следующем сезоне команда повторила этот результат, а Леонов закрепился в основном составе, проведя в лиге 24 игры, в которых забил 2 гола. В сезоне 2003 года, когда команда стала 14-й в третий раз подряд, Леонов провёл в чемпионате все 30 игр, забил 4 гола. В 2004 году команду, ставшую называться «Москва», возглавил Валерий Петраков, пригласивший в неё большое количество новых игроков, и Валерий Леонов потерял место в составе. Летом он хотел сменить команду, но руководство «Москвы» его не отпустило. В сезоне-2004 Леонов провёл всего 11 игр за основной состав и столько же за дублирующий, в составе последнего под руководством Леонида Слуцкого стал победителем турнира дублёров.
Перед началом сезона 2005 года Леонов был отдан в годичную аренду в «Томь».

### «Томь»
Леонов прошёл все предсезонные сборы с основной командой «Томи», регулярно отличаясь результативными действиями в контрольных матчах. Однако когда начался сезон, Леонов практически не играл за основную команду в официальных матчах «Томи». Он выступал в том сезоне за дублирующий состав клуба. Регулярные голевые передачи в матчах дублёров не помогли игроку пробиться в основную команду.
Единственный матч в чемпионате при Стукалове Леонов провёл в гостях против «Москвы»: тогда, когда к перерыву томичи уступали 0:3, Стукалов выпустил Леонова закрывать весь правый фланг «Томи». Затем Леонов и прочие запасные игроки были выпущены на поле в кубковой встрече со «Спартаком» из Костромы. Смешанный состав обыграл «Спартак» 3:2, а Валерий Леонов забил победный гол за 5 минут до конца встречи.
В конце июля Стукалова был уволен из-за неудовлетворительных результатов команды. Его место занял Анатолий Бышовец. Новый тренер обратил внимание на Леонова после того, как тот удачно выступил за дублирующий состав (4 мяча и 2 передачи в 4 матчах). Леонов вышел на поле в важном в борьбе за выживание домашнем матче против «Москвы». По ходу игры томичи уступали 0:2, но затем вышедшие на замену Шишкин и Леонов принесли томской команде победу: Шишкин сделал дубль, а Леонов забил победный гол. Потеря очков в Томске в итоге стала одной из причин непопадания «Москвы» в Кубок УЕФА. Затем Валерий Леонов провёл ещё два матча, в которых томичи также добились побед.
В конце сезона команду покинул главный тренер Анатолий Бышовец, вместо которого пришёл Валерий Петраков. Руководство «Томи» не стало ни продлевать аренду, ни выкупать трансфер Леонова.

### «Сибирь»
Перед сезоном 2007 года Валерий Леонов ездил на сборы с клубом «Луч-Энергия», но руководство «Москвы» отказалось отпускать хавбека. В итоге Валерий не был заявлен ни за одну команду в первой половине чемпионата.
После того, как «Москва» перестала платить игроку положенную по контракту зарплату, последовало обращение в Палату по разрешению споров КДК РФС. В июне 2007 года контракт Леонова с ФК «Москва» был расторгнут, и он стал свободным агентом. В том же месяце Леонов побывал на просмотре в минском «Динамо», куда его приглашал играющий тренер Александр Хацкевич. В товарищеском матче с «Даридой» (1:4) полузащитник, отыгравший чуть больше тайма, забил единственный мяч динамовцев, выступавших в экспериментальном составе.
В середине июля 2007 года Леонов вместе с Правосудом и Чижовым успешно прошёл учебно-тренировочный сбор с клубом Первого дивизиона «Сибирь» (Новосибирск) и 24 июля подписал контракт с «Сибирью» на 2,5 года, в тот же день он был заявлен в ПФЛ и получил № 15.
Дебютировал в составе «Сибири» 2 августа в домашнем матче против курского «Авангарда» — его выпустили на замену за полчаса до конца матча. В следующей встрече (с брянским «Динамо», 2:1) Валерий Леонов, выйдя на замену, заработал пенальти, с которого был забит победный гол. В стартовом составе полузащитник дебютировал в матче с ростовскими армейцами. Единственный мяч в той встрече был забит с пенальти, заработанного Леоновым. За игру против иркутской «Звезды» (2:0) хавбека, заработавшего пенальти и сделавшего голевую передачу, журналисты газеты «Спорт-Экспресс» назвали лучшим игроком матча.
Главный тренер «Сибири» Владимир Файзулин во всех матчах, где на поле выходил Валерий Леонов, использовал его на позиции центрального атакующего полузащитника.
На стыке лета и осени Леонов стал игроком основного состава «Сибири». За поединок с командой «Металлург-Кузбасс» (1:1) хавбека, отдавшего голевую передачу, «Спорт-Экспресс» включил в тройку лучших игроков матча.
15 сентября «Сибирь» проводила ключевой поединок за выход в Премьер-лигу с «Тереком» в Пятигорске. «Сибирь», действовавшая очень осторожно, уступила 0:2, а Валерий Леонов в начале второго тайма получил травму и был заменен. Повреждение оказалось несерьёзным, и уже к следующему календарному матчу с «Уралом» хавбек полностью восстановился. Несмотря на отсутствие проблем со здоровьем, Леонов в дальнейшем провёл всего одну игру за «Сибирь», выйдя на полчаса с «Торпедо». Заключительные 7 игр чемпионата новосибирцы проводили без него — главный тренер без объяснения причин перестал включать Леонова даже в заявки на матч.
По итогам сезона «Сибирь» выполнила задачу — 3-е место, за что все игроки команды были награждены грамотами в мэрии Новосибирска. Главный тренер Владимир Файзулин пообещал игроку, с которым действовал долгосрочный контракт, что тот поедет на предсезонные сборы с новосибирцами. Однако за день до начала сборов Леонову было предложено подыскивать себе новую команду, а в марте с ним был разорван контракт.

## Еврокубки
В 2008 году Леонов дебютировал в еврокубках. В составе «Риги» Валерий провёл 6 матчей в Кубке Интертото и забил 1 мяч — в ворота ирландского клуба «Богемианс». Рижане, одним из лидеров которых был Леонов, успешно прошли 2 раунда турнира и были близки к попаданию в Кубок УЕФА, но уступили шведскому «Эльфсборгу».
Также в 2008 году Леонов провёл 3 встречи в рамках Балтийской лиги, в которых забил 1 мяч в ворота лиепайского «Металлурга».

## Сборная России
Сыграл два матча в составе второй сборной России:
- 27 апреля 2004. Россия-2 — Германия-2006 1:1. 45 минут, вышел на замену
- 18 августа 2004. Казахстан — Россия-2 1:1. 45 минут, вышел на замену

В середине 1990-х выступал за юношескую сборную России, в том числе на международном турнире в Фару (Португалия) в 1996 году.

## Достижения
- Бронзовый призёр Первого дивизиона: 2007
- Победитель турнира дублёров: 2004
- Лучший игрок «Торпедо-Металлурга» в сезоне 2003 года по итогам опроса болельщиков

## Статистика выступлений
| Клуб               | Сезон            | Лига | Лига | Кубки | Кубки | Еврокубки | Еврокубки | Итого | Итого |
| Клуб               | Сезон            | Игры | Голы | Игры  | Голы  | Игры      | Голы      | Игры  | Голы  |
| ------------------ | ---------------- | ---- | ---- | ----- | ----- | --------- | --------- | ----- | ----- |
| Москва             | 2001             | 16   | 1    | 1     | 0     | 0         | 0         | 17    | 1     |
| Москва             | 2002             | 24   | 2    | 0     | 0     | 0         | 0         | 24    | 2     |
| Москва             | 2003             | 30   | 4    | 2     | 0     | 0         | 0         | 34    | 4     |
| Москва             | 2004             | 11   | 0    | 6     | 1     | 0         | 0         | 17    | 1     |
| Томь               | 2005             | 4    | 1    | 2     | 1     | 0         | 0         | 6     | 2     |
| Терек              | 2006             | 20   | 2    | 2     | 0     | 0         | 0         | 22    | 2     |
| Сибирь             | 2007             | 10   | 0    | 0     | 0     | 0         | 0         | 10    | 0     |
| Рига               | 2008             | 16   | 1    | 2     | 2     | 9         | 2         | 27    | 5     |
| Динамо (Барнаул)   | 2008             | 15   | 3    | 0     | 0     | 0         | 0         | 15    | 3     |
| Торпедо (Владимир) | 2008             | 30   | 3    | 3     | 0     | 0         | 0         | 33    | 3     |
| Всего за карьеру   | Всего за карьеру | 176  | 17   | 15    | 4     | 9         | 2         | 203   | 23    |

## Прочее
- Из 19 мячей, забитых Леоновым в официальных встречах, 7 оказались победными для его команды.
- Валерий Леонов — автор 100-го мяча, забитого барнаульским «Динамо» за время выступлений в Первом дивизионе.
- Леонов имеет 2 высших образования. Первое — по специальности «инженер-строитель-технолог по производству строительных изделий, материалов и конструкций», второе — «магистр техники и технологий по производству строительных изделий, материалов и конструкций». Оба образования получены в МГСУ.
- Его мать — мастер спорта по художественной гимнастике, выступала за молодёжную сборную Москвы, затем работала тренером[2]. Отец — инженер, окончил МИСИ, занимался велоспортом[2]. У Валерия есть старший брат Павел[2]. Жену Валерия зовут Мария, у них есть дочь Анна[2]. 13 ноября 2010 г. у Валерия и Марии родился второй ребенок, сын Александр.